# Mackay Davashe
Makwenkwe „Mackay“ Davashe (* 1920 in East London; † 1972 in Soweto) war ein südafrikanischer Jazzmusiker (Tenorsaxophonist, Bandleader) und Songwriter.
Davashe gehörte Mitte der 1940er Jahre zu den Jazz Maniacs, einem südafrikanischen Toporchester. In den 1950er Jahren leitete er Jazz-Gruppen wie die Union All-Star Band, das Shantytown Sextet und die Jazz Dazzlers, mit denen er national auf Tour war und zu denen auch Kippie Moeketsi gehörte. Weiterhin nahm er auch mit King Force Silgees Jazz Forces (1953), mit Dolly Rathebe (1954) und mit den Jazz Maniacs (1958) auf. Dann tourte er mit den Manhattan Brothers und gehörte zum Ensemble von Todd Matshikizas Musical King Kong, für das er auch arrangierte. In den späten 1960er gehörte er zur Band von Gideon Nxumalo.
Zu seinen bekanntesten Kompositionen gehört Lakutshona Ilanga, das auch von Miriam Makeba, Abdullah Ibrahim und Angélique Kidjo eingespielt wurde; Makeba sang auch seinen Song Kilimanjaro. Chris McGregors Brotherhood of Breath hatte seinen Titel Davashe’s Dream im Repertoire; Hugh Masekela interpretierte 2002 sein Saduva.

## Lexigraphischer Eintrag
- Jürgen Schadeberg, Don Albert Jazz, Blues and Swing: Six Decades of Music in South Africa Dave Philip 2007; ISBN 978-0-86486-705-6.